# Ángel Torres García
Ángel Torres García (* 2. August 1916 in Zapopan, Jalisco; † 21. April 2003 in Guadalajara, Jalisco), auch bekannt unter dem Spitznamen Ranchero bzw. verküzrt als Chero, war ein mexikanischer Fußballspieler auf der Position des Torwarts.

## Laufbahn
Torres begann seine Laufbahn im Nachwuchsbereich einer Mannschaft namens Diablos Rojos. Seine erste Station im Erwachsenenalter war sein Heimatverein Deportivo Guadalajara, bei dem er von 1934 bis 1940 tätig war. Mit Deportivo Guadalajara gewann er zweimal (1935 und 1938) die Staatsmeisterschaft von Jalisco; einen Titel, den er 1941 noch einmal mit Deportivo SUTAJ gewann.
Anschließend wechselte „Ranchero“ Torres zu Union Deportiva Moctezuma de Orizaba. Als die Cerveceros de Moctezuma bei Einführung des Profifußballs in Mexiko den costa-ricanischen Torhüter Evaristo Murillo verpflichteten und Torres seine Möglichkeiten auf regelmäßige Einsätze schwinden sah, wechselte er zurück in seine Heimatstadt zum Club Atlas, dem großen Rivalen seines ehemaligen Vereins Deportivo Guadalajara. Bei Atlas, mit denen er in der Saison 1945/46 den mexikanischen Pokalwettbewerb und den Supercup gewann, stand er bis 1949 unter Vertrag. Die Saison 1949/50 verbrachte er bei den Tiburones Rojos Veracruz, mit denen er in derselben Saison die mexikanische Fußballmeisterschaft gewann. Nach einem im selben Jahr erlittenen Autounfall beendete er seine aktive Laufbahn.

## Erfolge
- Mexikanischer Meister: 1949/50
- Mexikanischer Pokalsieger: 1945/46
- Mexikanischer Supercup: 1946
- Staatsmeister von Jalisco: 1935, 1938, 1941